# Graciela Rodo Boulanger
Graciela Rodo (sinh năm 1935 tại La Paz) là một họa sĩ người Bolivia. Cô được chú ý nhờ các tác phẩm nghệ thuật của mình với các tác phẩm được mô phỏng cách điệu của trẻ em.

## Tuổi thơ
Tình yêu nghệ thuật của cô bị ảnh hưởng bởi mẹ cô, một nghệ sĩ piano hòa nhạc, và cha cô, một doanh nhân và người sành nghệ thuật. Cô học âm nhạc và nghệ thuật trong suốt tuổi thơ của mình, thực hiện buổi trình diễn piano đầu tiên vào năm 15 tuổi và triển lãm nghệ thuật đầu tiên của cô tại Vienna và Salzburg năm 18 tuổi.

## Sự nghiệp nghệ thuật
Theo đuổi ước mơ trở thành một nghệ sĩ và nhạc sĩ vĩ đại, Rodo sớm nhận thấy rằng thời gian sẽ không cho phép sự cống hiến cần thiết cho cả niềm đam mê của cô. 22 tuổi, cô chuyển toàn bộ năng lượng của mình sang vẽ tranh. Cô đã học khắc và in cùng với René Carcan dưới thời Johnny Friedlaender ở Paris. Cô kết hôn với một người Pháp, Boulanger, và tên công khai của cô trở thành Graciela Rodo de Boulanger (tiếng Tây Ban Nha) và Graciela Rodo Boulanger (tiếng Pháp). Năm 1966, tham vọng nghệ thuật của cô bắt đầu được hiện thực hóa khi cô xuất bản các bản khắc đầu tiên và được trưng bày lần đầu tiên tại Hoa Kỳ. Năm 1979, UNICEF đã chỉ định nghệ sĩ chính thức của cô cho poster Quốc tế về Trẻ em và hai tấm thảm của cô đã được trình bày trong hội trường của Đại hội đồng Liên Hợp Quốc. Bảo tàng Nghệ thuật Hiện đại của Châu Mỹ Latinh, ở Washington, DC, đã đưa ra một hồi tưởng về oeuvre của cô vào năm 1983. Năm 1986, các Metropolitan Opera New York ủy tấm áp phích của mình cho Mozart 's The Magic Flute, và bức tranh của cô đã được thể hiện bởi Art Gallery của Lincoln Center. Năm 1993, Liên đoàn thế giới của Hiệp hội LHQ đã chọn một trong những bức tranh của cô để minh họa cả tem và bản in giới hạn về các loài có nguy cơ tuyệt chủng. Một hồi tưởng năm mươi năm mang tên Năm thập kỷ đã diễn ra tại Phòng trưng bày 444, San Francisco năm 2006. Hơn 200 triển lãm các tác phẩm của nghệ sĩ Graciela Rodo Boulanger đã được tổ chức trên năm châu lục trên toàn cầu.